# 3238 Tyimreszovja
A 3238 Tyimreszovja (ideiglenes jelöléssel 1975 VB9) a Naprendszer kisbolygóövében található aszteroida. Nyikolaj Sztyepanovics Csernih fedezte fel 1975. november 8-án.